# 出身
| ウィキペディアには「出身」という見出しの百科事典記事はありません（タイトルに「出身」を含むページの一覧/「出身」で始まるページの一覧）。 代わりにウィクショナリーのページ「出身」が役に立つかもしれません。 |